# Лопес Ариас, Виктор
Виктор Лопес Ариас (исп. Víctor López Arias; 11 декабря 1927, провинция Нор Чичас, Потоси — 8 июля 2017, Кочабамба) — боливийский деятель анархистского и профсоюзного движения, генеральный секретарь Федерации профсоюзов рабочих горнодобывающей промышленности Боливии (FSTMB) в 1970 году и Боливийского рабочего центра (COB) в 1989 году.

## Биография
Виктор Лопес родился в Аслани, Чокайя. Его родителями были Хустино Лопес Аван и Канделария Ариас. С 15-летнего возраста работал в продуктовом магазина в Теламайю, прошёл путь образцовым работника, от кассира до заместителя начальника товарного склада.
В 1957 году он был избран секретарем по культуре Профсоюзной федерации рабочих горнодобывающей промышленности Боливии (FSTMB), а в 1961 году — секретарем по финансам. В 1966 году, во время правоавторитарного режима Рене Баррьентоса Ортуньо, когда профсоюзная деятельность была запрещена, он организовал первый подпольный конгресс профсоюзов, положивший начало борьбе за профсоюзные и трудовые права во время диктатуры. В 1970 году он был избран генеральным секретарем FSTMB, поддерживая левонационалистическую политику генерала Хуана Хосе Торреса. Во время очередной правой военной диктатуры Уго Бансера был депортирован в Чили; по возвращении он был арестован, а затем выслан в Венесуэлу. Он вернулся на родину при временном президенте левого толка Лидии Гейлер Техаде, но снова был изгнан новым правым диктатором Луисом Гарсиа Месой, на сей раз в Перу. По возвращении после падения гарсиамесизма он вместе с Хуаном Лечином Окендо организовал большую забастовку 17 сентября 1982 года, в результате которой последний диктатор Гидо Вильдосо Кальдерон восстановил парламентаризм в лице Национального конгресса 1980 года.
После окончания периода диктатур в стране входил в состав правления государственно-профсоюзной Боливийской горнодобывающей корпорации, а в 1989 году он был избран генеральным секретарем Боливийского рабочего центра (COB) — главного общенационального профсоюзного объединения. Он выделялся как большой противник неолиберальных преобразований Хайме Паса Саморы и Гонсало Санчеса де Лосады.
У него были социалистические тенденции, хотя он считал себя не марксистом, а «либертарием» с анархистским влиянием. В последние годы его здоровье сильно ухудшилось: он потерял сперва зрение, а затем и слух.
Умер в городе Кочабамба 8 июля 2017 года от пневмонии.

## Признание
В 2007 году президент Эво Моралес наградил его медалью за заслуги перед демократией — за его социальную борьбу за восстановление демократии.